# Anicet Ekane
Anicet Ekane, né le 17 avril 1951 à Douala au Cameroun  est un homme politique camerounais. Président du Mouvement africain pour la nouvelle indépendance et la démocratie.

## Biographie

### Enfance, éducation et débuts
Né le 17 avril 1951 à Douala , il assiste en janvier 1971 à Bafoussam à l’exécution d’Ernest Ouandié, figure historique de la lutte anticoloniale au Cameroun et dernier leader de l’Union des populations du Cameroun (UPC) encore actif dans la clandestinité. Cet événement tragique marque profondément sa conscience politique. Il poursuit ses études secondaires au Lycée Joss au Cameroun, puis au Collège Alfred Saker, avant de rejoindre le Collège Saint-Pierre à Lille en France. Il intègre ensuite l’université Lille 1 et l’ESCAE, où il se spécialise en économie et administration.

### Carrière politique
Dans les années 1990, il a été compagnon de lutte de Yondo Black.
Il dirige le Mouvement africain pour la nouvelle indépendance et la démocratie (MANIDEM). En 2018, une décision du ministère de l'Administration territoriale le conforte à la direction du parti, à la suite d'une crise de leadership avec l'ancien président Dieudonné Yebga.
En juin 2025, Anicet Ekane annonce le retrait temporaire du Groupe de Douala pour permettre sa restructuration. Il dénonce des prises de position individuelles en faveur de Maurice Kamto, jugées contraires à l’accord collectif du groupe, et affirme vouloir réunir des membres,

### Articles Connexes
- Politique au Cameroun